# Мадара (археологически резерват)
Вижте пояснителната страница за други значения на Мадара.
Ма̀дара е название на историко-археологическия резерват, който обхваща няколкостотин декара площ, която от 2006 година трябва да бъде и защитена територия. Намира се в Североизточна България . Центърът на резервата е около Голямата пещера - скален навес с височина около 30 метра, и намиращата се в близост Малка пещера. И двете природни образувания са давали подслон на най-древното население на Балканите. Основен поминък на населението обитавало скалите е събирането на корени, плодове и лов на животни. . Поради внушителността и необичайността си, както и заради обилната вода, изтичаща от скалите, те са се превърнали в най-големия култов комплекс на Балканите - много по-древен и мащабен от Делфи, Додона или останалите известни днес в Европа прорицалища на гърците.

## Археологически и научни проучвания
Първите научни съобщения за Мадара прави през 19 век Геза Фехер, по-късно детайлизира Карел Шкорпил, а първите археологически сондажи и проучвания - Рафаил Попов. Повечето учени в началото концентрират усилията си да анализират и обяснят същността на Мадарския релеф. Според първите публикации той изобразява хан Крум. Втора научна школа свързва създаването му с Омуртаг, а най-новите обяснения на сравнително младата генерация археолози и учени са, че най-вероятно това е образ на Бога - епоним на българите. За сравнение подобно конно изображение на Бог Ахурамазда съществува близо до персийската столица Ктезифон, но е по-ранно и стилистично различно. Освен това е в обща композиция с персийски владетел, на когото връчва знаците на властта. Възможно е, допускат някои учени, Мадарският релеф да е заимстван, запаметен от българите по пътя им към земите на Византийската империя и изваян в скалите като знак на българското им притежаване. В резервата има паметници от различни епохи. Наричат Мадара „Българската Троя“
От 2003 година екип на доц. Неделчо Неделчев и Георги Атанасов от Шуменския регионален исторически музей и Шуменския университет локализираха и проучиха местна работилница за оброчни плочки с образа на тракийския конник. Въз основа на иконографска близост доцент Неделчев се опита да обоснове наличието на Мадарския релеф със запазената традиция да се почита конникът. В местния музей се съхранява и един от малкото запазени по нашите земи слънчеви часовници с изображение на Орфей, което е пряко свидетелство за наличие на орфически култ.
Площта около светилището вероятно е мащабно сателитно селище на големия култов комплекс под скалите – все още непроучена, поради липса на средства. В средата на 20 век е разкопана твърде голяма по площ римска вила (над 2 декара), разположена на възвишение над сегашната жп гара.
Проучени са няколко раннохристиянски светилища. Най-интересни са уникалните по запазеността и мащабността си български култови комплекси, които продължават под скалния релеф към град Каспичан и в посока на изток към село Кюлевча. Най-голямото от тях представлява постройка, разположена на около 100 квадратни метра, със запазени стени до над 2 метра, изградено около самотен скален къс, явно свързан с обожествяването му.

## Нимфеум
Още древните траки превръщат Мадарската Голяма пещера в светилище – нимфеум. Намерени са оброчни плочки на Богинята-майка Бендида, на Трите нимфи и на Асклепий. Най-интересен обаче е фрагментът от мраморен къс със зодиакалните знаци, което е пряко доказателтво, че в скалния храм е пребивавал прорицател-гадател, какъвто вероятно е имало в по-големите тракийски светилища, споменати от античните извори. Родопските светилища са посещавани и от гърци и римляни, поради граничната зона. Светилищата на север от Хемус остават сравнително непознати за античните автори, като изключим Хелис и зафиксирания там култ към Залмоксис.

## Християнският параклис под Голямата пещера
По това време в подножието на скалата, в близост до Голямата пещера е изграден и манастирски параклис. Според няколко ясновидки той е бил посветен на местна светица, чието име е забравено. Параклисът е разрушен през 14-ото столетие по време на унищожително земетресение, затрупало и единствения стълбищен достъп (така наречения таен вход) до крепостта на скалното плато. Крепостта е изградена през 2-3 век преди новата ера, подновявана от римляни, българи и византийци. Има сведения, че съществува до идването на османските орди.

## Прабългарски култов център
Според някои археолози вероятно култовият център на българите е бил тук и може би това е митичната Мундрага, спомената от средновековни автори. Напълно е възможно и тук да са били летните резиденции на кановете. От периода на цар Борис Михаил покръстителя са запазени няколко големи християнски постройки – църкви и манастири, които носят следи от пожар.

## Етимология на българското название Мадра / Мадара
Може с основание да се смята, че Мадра / Мадара е било название на (пра)българско светилище. Защото от една страна, то е еднакво с името на древната свещена планина Мадара / Мандара. Но понятието има и пряк религиозен смисъл в древните индоевропейски езици (индоевропейски произход имат и предците ни – прабългарите, както вече е доказано и чрез генетичните изследвания на кости от техните некрополи), като авестийското мадра, древно индийското мантра, кашмирско мотхар (заклинание), ленди мандр (магия), вахански мъйтр / мътр (гадание, предсказание, предзнаменование), мат (остроумен) и др. (Этимологический словарь ваханского языка, И. М. Стеблин-Каменский). От този корен и понятие, произлиза българската дума мъдър / мъдрец, значеща буквално маг-жрец, заклинател и гадател-предсказател, откъдето придобива значението и на знаещ – виждащ, познаващ същността на нещата и на бъдещето. Поради това, в старобългарските извори се казва, че старите жреци на езическата вяра са наричани мъдреци. Това значение на названието се открива в правило 61 на VІ църковен събор, осъждащо възприемащите езическата вяра и нейните жреци: Този, който се е поддал на влъхвуване или така наречените мъдреци… Всички тези значения има българската свещена планина (плато) с крепост върху нея, която е била и българско езическо светилище – Мадра / Мадара (=авест. мадра) или Мундра-га (=ленди мандр; др. инд. мантра).

## Раннохристиянски комплекс
Намиращият се на стотина метра манастир, на полегата поляна, с изглед на север, е раннохристиянски. Той е твърде мащабен и с явни свидетелства за разкош (допреди да бъде разграбен от иманярите). Землището е известно и със скалния си манастир от 14 – 15 век, с десетки скални килии. Най-много от тях обаче са по скалния венец на огромна височина (често над 40 – 50 метра) източно от Мадарския релеф и от Голямата пещера. Това е най-значителният по нашите земи скален манастирски комплекс с няколко десетки килии, просъществували като монашеско общежитие над два века.

## Раннохристиянска скална гробница
На около 3 километра от Мадарския релеф в посока към Каспичан още преди 1944 година е проучена скалната раннохристиянска гробница в местността „Кирека“. Уникалността ѝ е, че е изцяло вкопана в скалния отвес и носи всички белези на трако-римските некрополни съоръжения от IV-V век. От двете и страни в скалата са издълбани урни, едната от които е с канал за отичане, а може би за събиране на сакрална течност. Входът е украсен с плитък, но богато фрагментиран кръст с големина над 1 метър. Жлебовете на входа подсказват, че е бил затварян с масивна врата и дълго време е бил използван. Някои учени изказват предположения, че това е гробницата на цар Борис Михаил, отдалечил се в близкия манастир, който е с пряка видимост към Плиска.

## За археологическия музей при Мадара
Повече от 20 години археологическият музей в Мадара беше затворен поради липса на средства за ремонта му. Притежание на музея са неолитни оръдия на труда и един от малкото намерени златни коланни накити на българите от Първото българско царство. След ремонт понастоящем (2008 г.) е отворен.